# Scopelosaurus craddocki
Scopelosaurus craddocki is een straalvinnige vissensoort uit de familie van papierbeenvissen (Notosudidae). De wetenschappelijke naam van de soort is voor het eerst geldig gepubliceerd in 1976 door Bertelsen, Krefft & Marshall.